# Club Deportivo Magallanes
El Club Deportivo Magallanes és un club de futbol xilè de la ciutat de Santiago de Xile, que juga a la veïna Maipú.

## Història
El Magallanes es va fundar el 27 d'octubre de 1897 amb el nom d'Atlético Escuela Normal F.C.. L'any 1899, l'Atlético Normal es fusionà amb un altre club d'estudiants, l'Escuela de Artes y Oficios i forma el Britania F.C. El 15 d'agost de 1901 alguns joves que no podien jugar al Britania, formaren un segon club al que anomenaren Baquedano F.C. Aquest club a poc a poc començà a ser més fort que el Britania, cosa que provocà que tots els socis del primer ingressaren al segon, convertint-se el Baquedano en el club oficial de l'Escuela Normal. El 1904, el Baquedano ingressa a la segona divisió de l'Asociación de Fútbol de Santiago. L'any següent és acceptat a la primera divisió, deixant de ser el club de l'escola en permetre ingressar-hi jugadors que no fossin del col·legi. Finalment, el 27 d'octubre de 1904, decidiren canviar-li el nom adoptant el de Magallanes Atlético.
El 1933 es proclamà primer campió de la lliga nacional xilena. A més aconseguí els tres primer títols de forma consecutiva (1933, 1934 i 1935). El seu darrer gran títol fou el 1938. Des d'aleshores les seves actuacions han estat més aviat fluixes. L'any 2006 va descendir a la tercera divisió. Malgrat aquesta manca de títols, el club és a la setena posició del rànquing xilè de futbol.

## Palmarès
- 4 Lliga xilena de futbol: 1933, 1934, 1935, 1938
- 1 Copa xilena de futbol: 1937
- 1 Lliga xilena de tercera divisió: 1995